# Martinsstift (Quedlinburg)

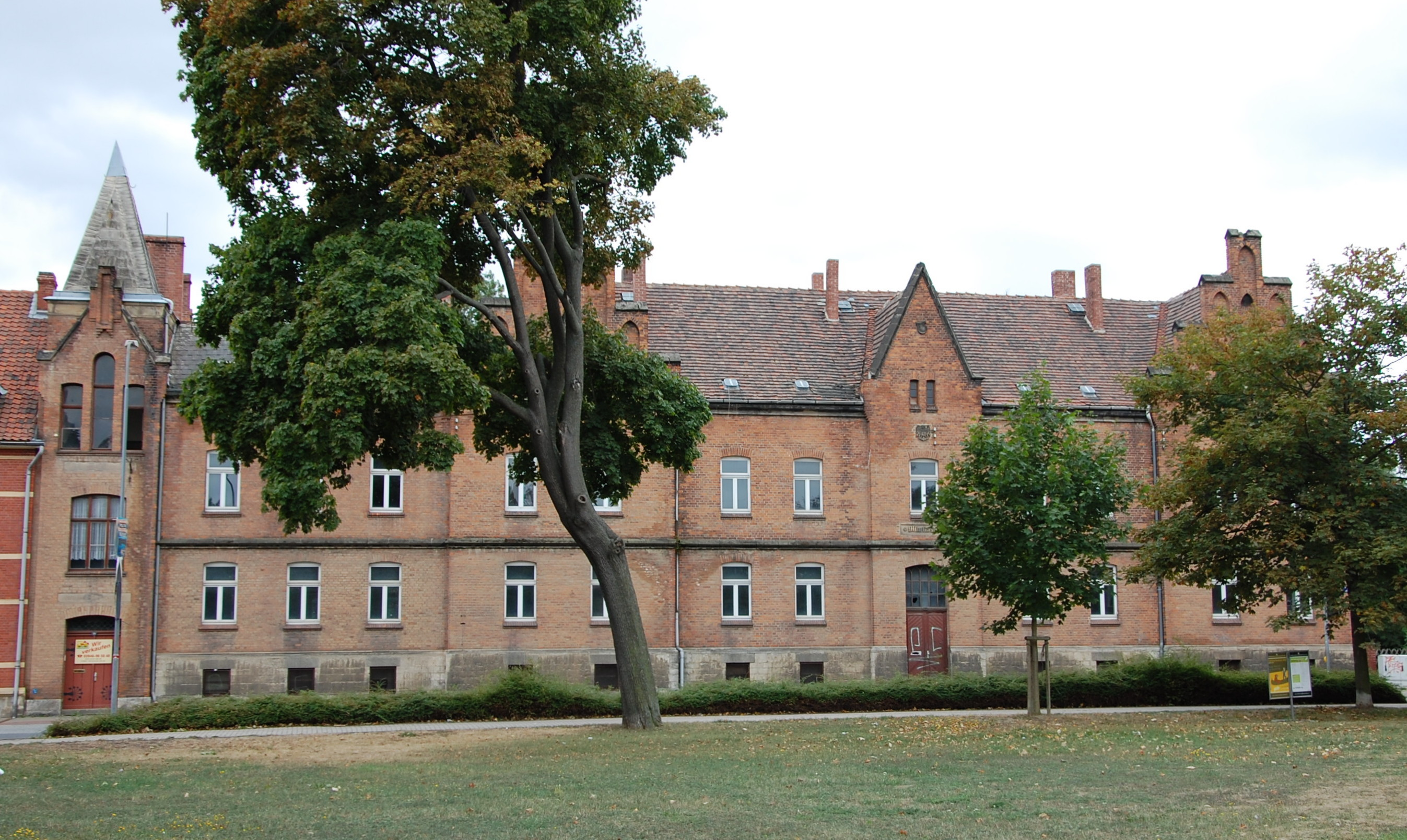
Martinsstift

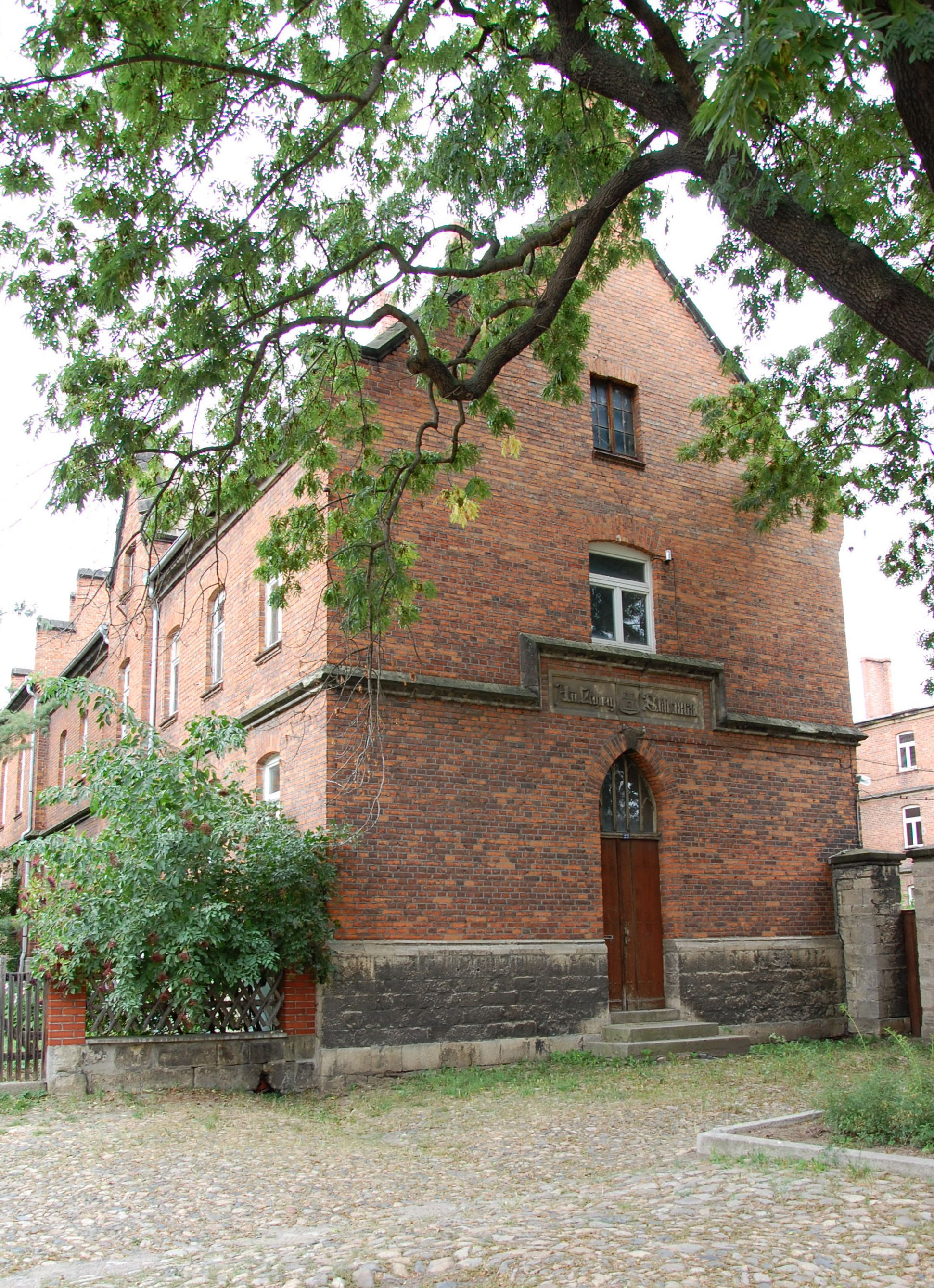
Haus an der Reichenstraße

Das Martinsstift ist ein denkmalgeschützter Gebäudekomplex in der Stadt Quedlinburg in Sachsen-Anhalt. 

## Lage
Es befindet sich nördlich der historischen Quedlinburger Neustadt an den Adressen Kleersstraße 19, 20 und Reichenstraße 23. Es ist im Quedlinburger Denkmalverzeichnis als Stift eingetragen.

## Architektur und Geschichte
Das Stift geht auf eine gemeinnützige Stiftung des Quedlinburger Bürgermeisters Johann Martin Bethge des Jahres 1730 zurück. Der an der Kleersstraße befindliche langgezogene, aus Backsteinen errichtete Bau stammt aus dem Jahr 1868 und ist im neogotischen Stil gebaut. Bemerkenswert sind die diversen Giebel des Hauses. Das Objekt wurde als Hospital erstellt und diente zur unentgeltlichen Unterbringung von Hilfsbedürftigen. Neben dem im engeren Sinne auch als Martinsstift bzw. Martinshof bezeichneten Haupthaus besteht im Komplex auch das Zweigstift St. Annen sowie das Haus Totenkopf.
Das Grundstück des Martinsstifts umfasst 2.300 m². Die Wohnfläche wird mit 1133 m², die Zahl der Zimmer mit 45 angegeben.
Eigentümer ist die Wohnungswirtschaftsgesellschaft mbH Quedlinburg. Derzeit (Stand 2013) steht das als stark sanierungsbedürftig angegebene Objekt leer und zum Verkauf.